# Coma de Palomera
La Coma de Palomera és una coma del terme municipal de Conca de Dalt, a l'antic terme de Toralla i Serradell, al Pallars Jussà, en territori del poble de Rivert.
Està situada al sud-oest de Serradell i al nord-oest de Rivert, a prop i al sud-oest de Roca Palomera i a migdia de les Campanetes. A llevant de la Roca Espatllada i del Turó dels Graus, l'Obaga de Palomera s'estén al sud i sud-oest de la coma homònima.